# Felix Nylund
Felix Arthur Nylund  (né le 15 mai 1878 à Korpo et mort le 23 décembre 1940 à Kauniainen ) est un sculpteur finlandais,.  

## Biographie
Felix Nylund est avant tout connu comme sculpteur.
Dans sa jeunesse, Felix Nylund envisageait de suivre les traces professionnelles de son père et de devenir menuisier. Après l'école publique, il a travaillé comme apprenti menuisier décoratif et apprenti à l'usine de menuiserie Boman à Turku.
Felix Nylund commence ses études d'art en 1895 à l'École de dessin de Turku sous la direction de Victor Westerholm et les poursuit sous la direction de Wilhelm Bisse à Copenhague de 1899 à 1901 et à l'Académie Colarossi à Paris de 1901 à 1906.
Les années passées à Copenhague ont été significatives et le Danemark peut être considéré comme la « patrie spirituelle » de Felix Nylund. Sa femme était également originaire du Danemark. L'art de Felix Nylund reflétait la tradition classique cultivée au Danemark, même si son professeur à l'Académie royale des beaux-arts du Danemark était le même Wilhelm Bissen, qui avait également enseigné auparavant à Johannes Takastas. Comme Takanes, Nylund visita également Rome en 1908, mais revint bientôt à Copenhague. Copenhague est devenue pour lui une base, où il faisait bon vivre et faire de l'art, mais aussi participer à la vie artistique domestique.
Felix Nylund n'est retourné définitivement en Finlande qu'en 1924, date à laquelle il s'est installé à Kauniainen où il vécut jusqu'à sa mort. 
Il a cofondé l'association des sculpteurs finlandais (fi) et en a été le président de 1910 à 1912 et de 1924 à 1932.
Felix Nylund a travaillé pour la dernière fois comme professeur à l'École de dessin de l'association des arts de Finlande de 1935 à 1940.
Le sculpteur Felix Nylund est décédé le 23 décembre 1940.

## Œuvres
- Äiti ja lapsi (mémorial de G. A. Petrelius), Samppalinnanpuisto, Turku 1914
- Maantienmaija, 1921
- Sculptures de l'immeuble Wuorio, Unioninkatu 30, Helsinki 1928[4]
- Statue des Trois Forgerons , Kluuvi, Helsinki 1932
- Relief d'Ehrenström et Engeli, Yliopistonkatu 1, Kluuvi, Helsinki  1941
- Buste romain, Musée d'Art de Turku
- Erwin, buste,  Ateneum, Helsinki
- Pierre tombale d'Amos Anderson, Église de Kemiö

La sculpture la plus célèbre de Felix Nylund, la Statue des Trois Forgerons érigée au centre-ville d'Helsinki, a été inaugurée le 2 décembre 1932. 
Felix Nylund avait déjà participé au concours de la statue de Johan Vilhelm Snellman de 1913 sur le thème du forgeron et a utilisé cette proposition de concours comme base pour son travail.

## Galerie

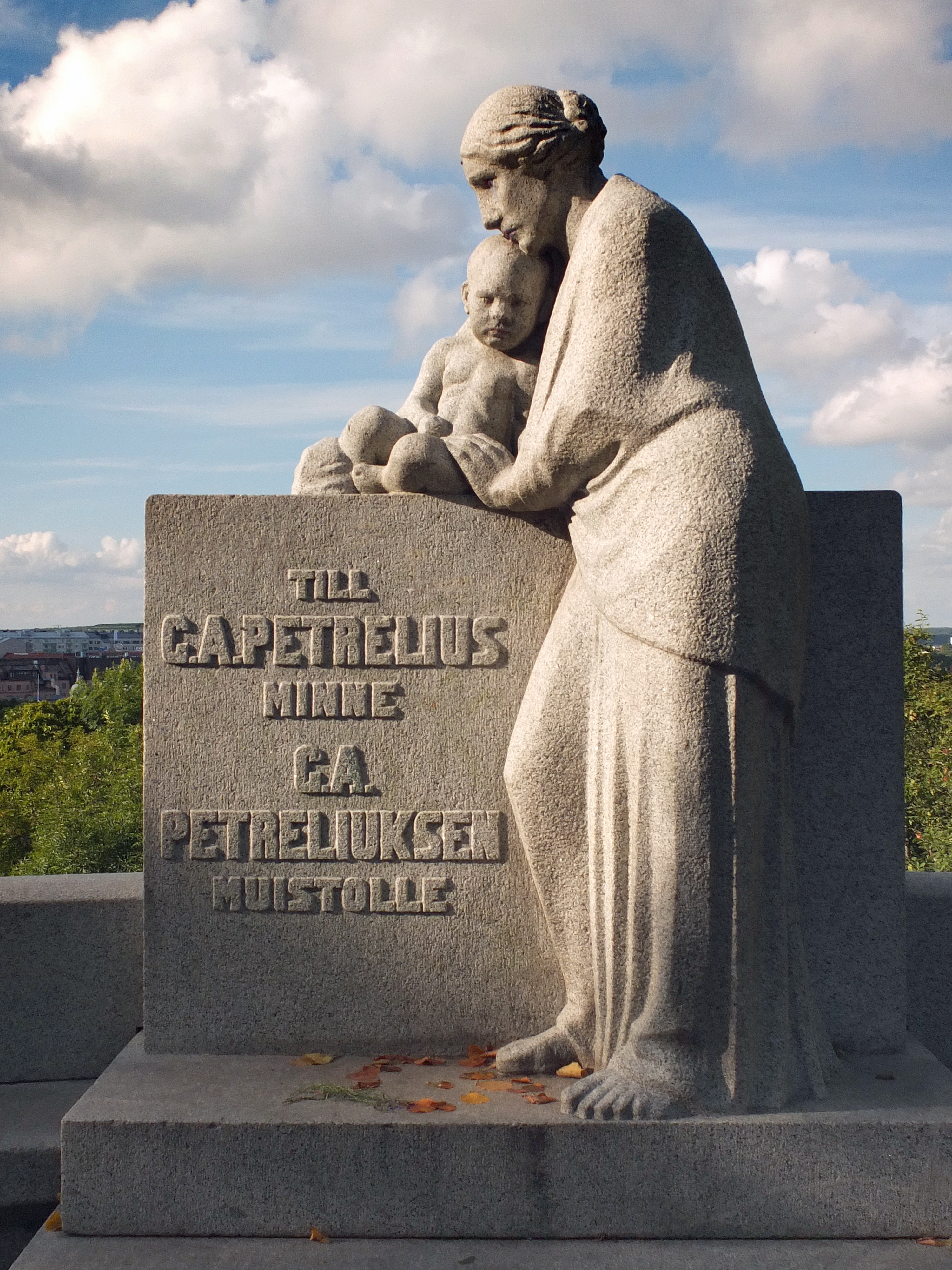
Äiti ja lapsi, 1921, Turku.
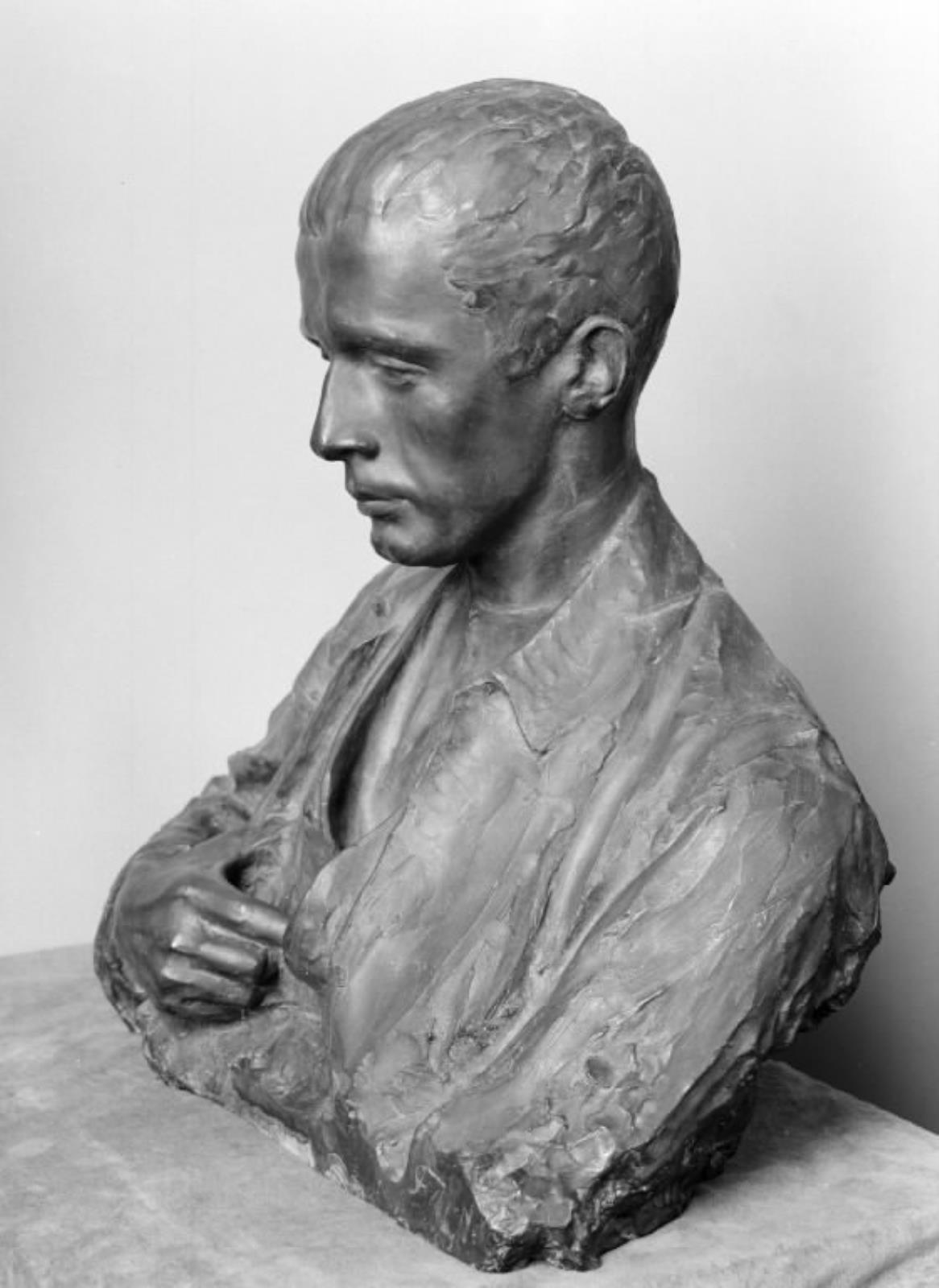
Søren Onsager, 1941, Copenhague.
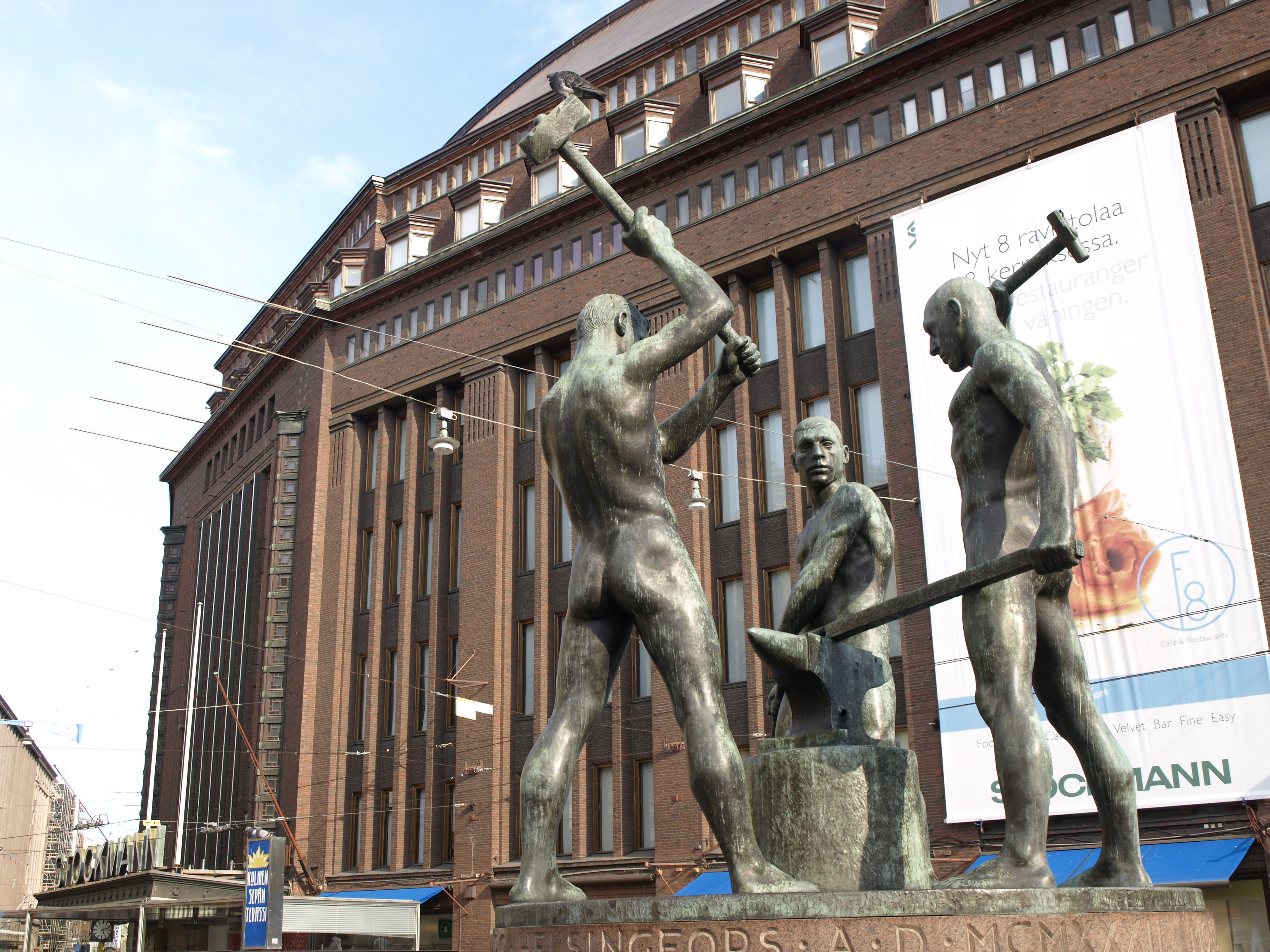
Trois Forgerons , 1932, Helsinki.
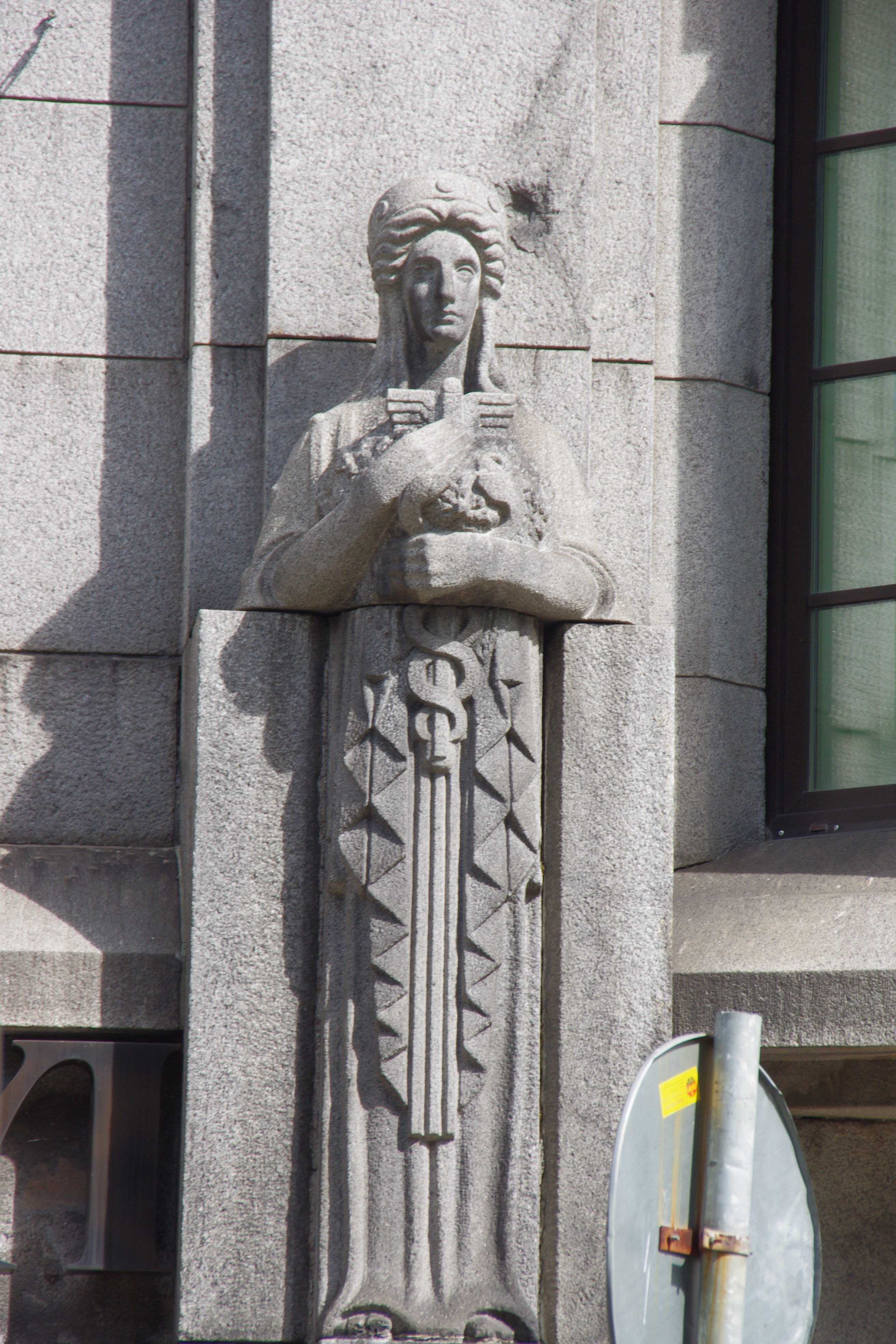
Pespective Lénine, Viipuri.

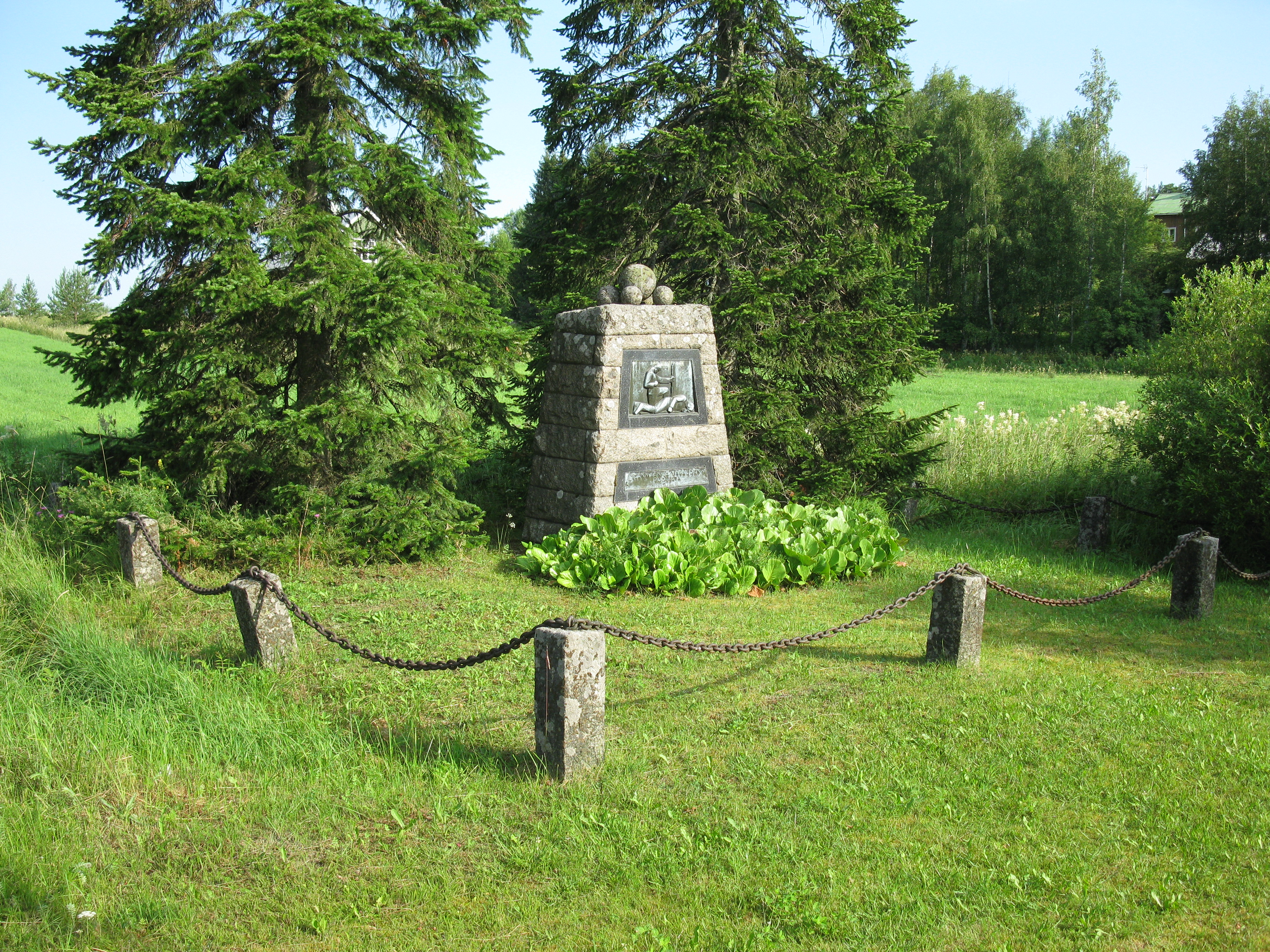
Mémorial de la bataille de Lautela, 1939, Somero.
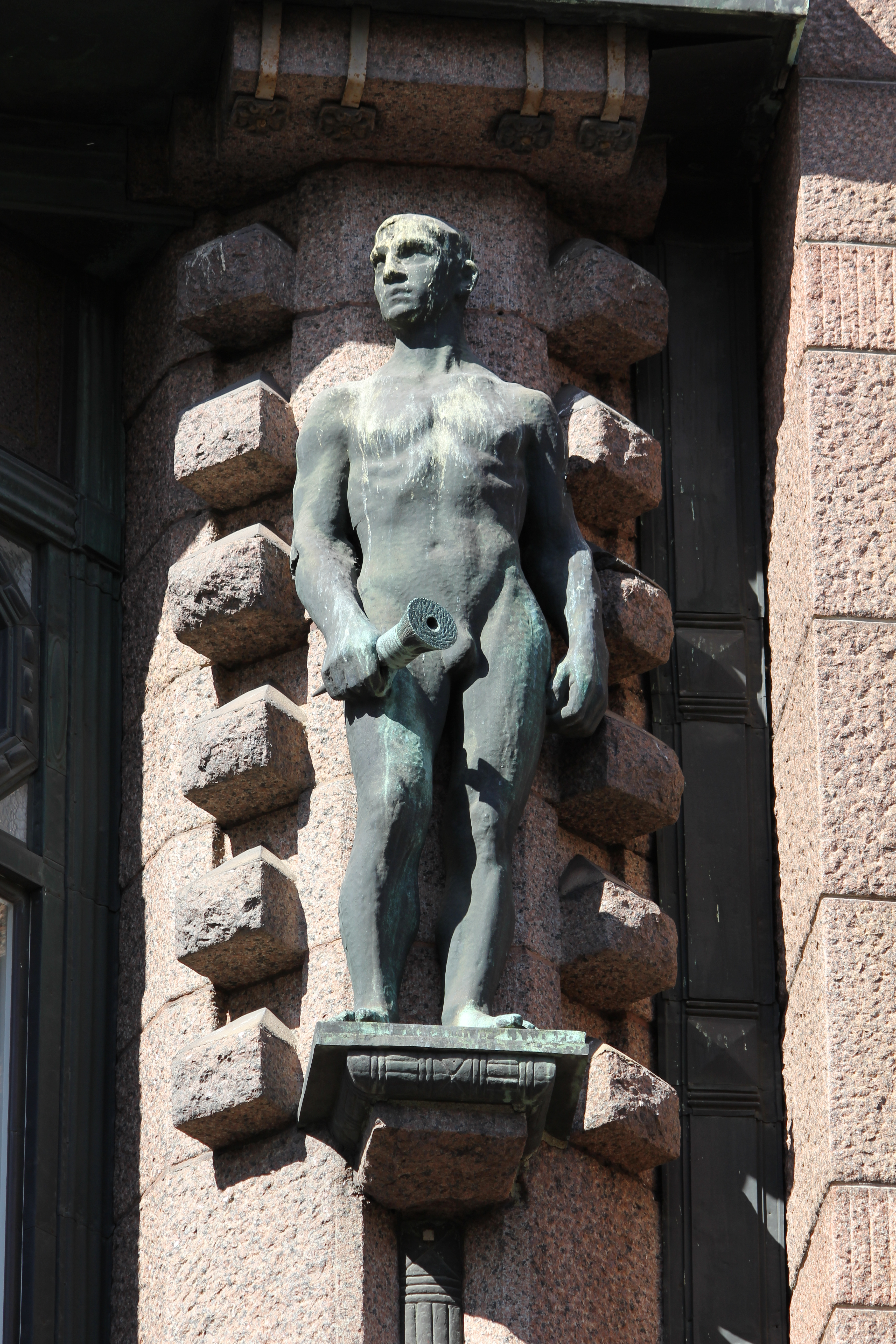
Facade de l'immeuble Wuorio, 1928, Helsinki.
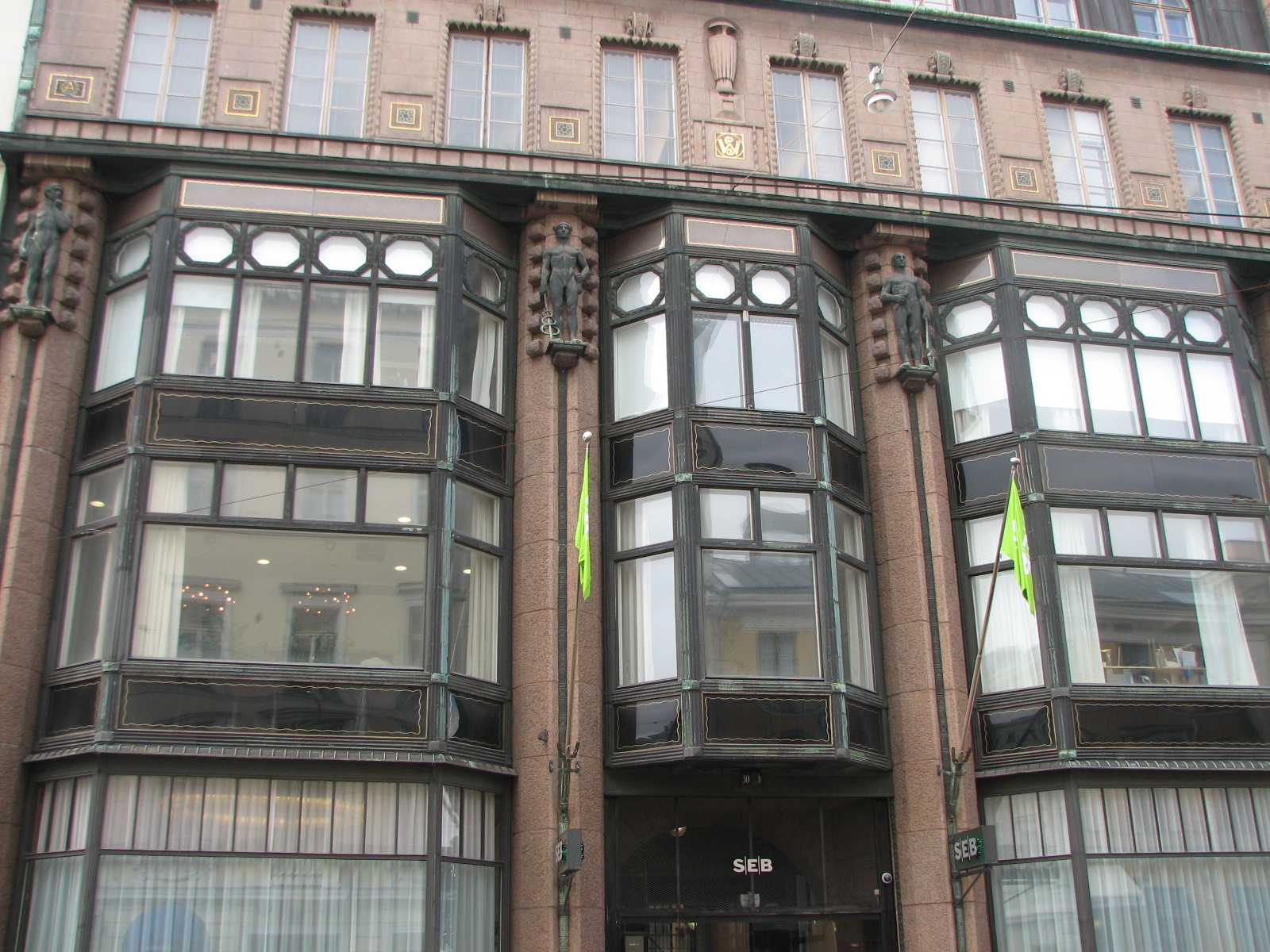
Facade de l'immeuble Wuorio.
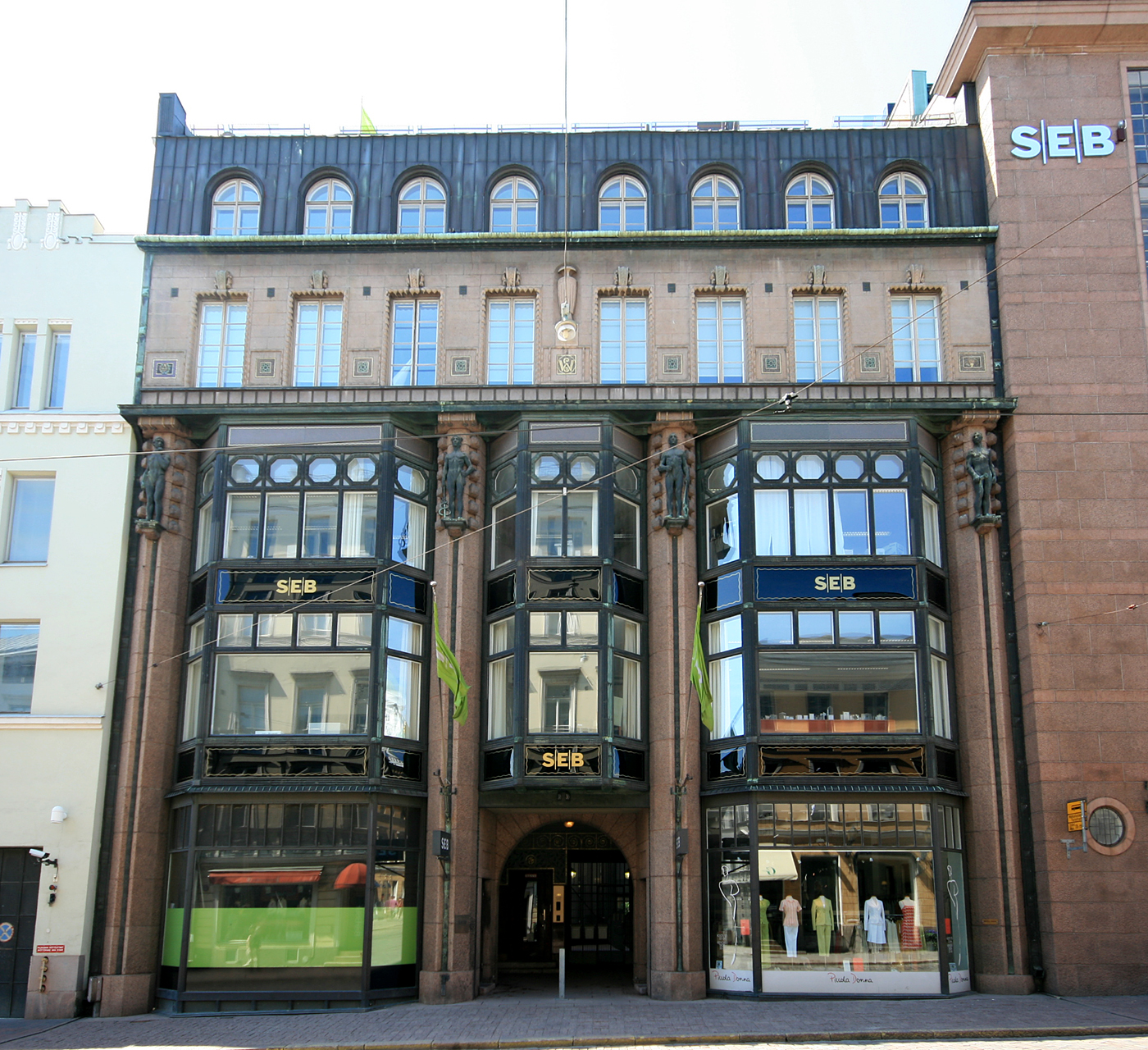
Facade de l'immeuble Wuorio.